# Partia Ludowo-Wyzwoleńcza
Partia Ludowo-Wyzwoleńcza (tur. Halkın Kurtuluş Partisi, HKP) – turecka partia komunistyczna założona 15 czerwca 2005.

## Historia
Partia została założona 15 czerwca 2005, w 35. rocznicę robotniczych wystąpień w Turcji z 15–16 czerwca 1970.
HKP uważa się za polityczną spadkobierczynię zarówno Partii Ojczyźnianej założonej przez Hikmeta Kıvılcımlı w 1954, jak i pierwszej Komunistycznej Partii Turcji (TKP) założonej przez Mustafę Suphiego w 1920.
Od 2005 na czele partii stoi emerytowany nauczyciel filozofii z Konyi, Nurullah Ankut.
W 2025 partia liczyła oficjalnie 985 członków.